# 星の指輪
「星の指輪」（ほしのゆびわ）は、1994年4月25日に発売された浜田省吾の25枚目のシングル。

## 概要
13枚目のアルバム『その永遠の一秒に 〜The Moment Of The Moment〜』からのシングルカットで、本作の発売理由は｢アルバムは、そのアーティストを好きな人が聞く。ヒットするしないじゃなく、自分がいい曲だと思った歌を、アルバムを聞いてくれる僕のファンだけじゃなく、いろいろな人たちに聞いてほしくてシングルにした｣と浜田は語っている。
「星の指輪」は、コンサートでは必ず歌われ、2000年代以降のライブではほぼ毎回披露されている。
2005年3月24日と2021年6月23日に、マキシシングルとして復刻された。

## 収録曲
| 全作詞・作曲: 浜田省吾、全編曲: 梁邦彦 and 星勝。 |                      |          |            |      |
| #                                                 | タイトル             | 作詞     | 作曲・編曲 | 時間 |
| 1.                                                | 「星の指輪」         | 浜田省吾 | 浜田省吾   | 6:30 |
| 2.                                                | 「こんな気持のまま」 | 浜田省吾 | 浜田省吾   | 5:30 |
| 合計時間:                                         | 合計時間:            | 12:00    |            |      |